# فوكيس للترفيه
فوكيس للترفيه أو سابقًا فوكس هوم إنتراكتيف (بالإنجليزية: Focus Entertainment)‏، هي شركة فرنسية خاصة لصناعة ألعاب الفيديو، أسست سنة 1996م وتقع في العاصمة الفرنسية باريس، حيث أنتجت عدة ألعاب والتي منها شارلوك هولمز وتراكمانيا وكول أوف جونيز.